# Aranoethra ungari
Aranoethra ungari är en spindelart som beskrevs av Karsch 1878. Aranoethra ungari ingår i släktet Aranoethra och familjen hjulspindlar. Inga underarter finns listade i Catalogue of Life.